# Szőlősardó
Szőlősardó egy kis község Borsod-Abaúj-Zemplén vármegye északnyugati részén, az Edelényi járásban.

## Fekvése
Az Aggteleki-karszt és a Rudabányai-hegység között elnyúló Rét-patak völgyében, a Galyaság közepén, a Vaskapu-hegy északi lábánál, félúton Perkupa és Égerszög között található.
Főutcája országos közútként a 27-es főútból Perkupa déli részén kiágazó 26 109-es számú mellékút része, mely a két említett települést köti össze; ebből az útból Szőlősardó területén ágazik ki a Teresztenyére vezető 26 111-es út.

## Nevének eredete, változatai
A falu létrejöttét a tatárjárást megelőző időkre, a 12. századra tehetjük. Nevének -ardó utótagja arra utalhat, hogy szolgálónépek lakták, akik a görgői udvarház körül kialakított erdőuradalom, a későbbi tornai erdőispánság erdőterületének szélén az erdő- és vadállományra felügyeltek – vagyis ardók, azaz erdőóvók voltak. (Hasonló eredetű az egykori erdőség keleti szegélyén, a Bódva átkelőhelyén Hídvégardó és a kassai kerület rozsnyói járásában Pelsőcardó neve is.)
Nevének változatai a különböző hivatalos iratokban, oklevelekben:
- 1270: Hordo;
- 1423: Zewlesardo;
- 1427: Sczylesardo;
- 1487: Zewlesardo;
- 1548 (1549?): Zewlews Ardoo;
- 1694: Szőlős Arda;
- 1780: Szőlős Ardo;
- 1967-ig: Szőllősardó;
- 1967-től: Szőlősardó;

A Szőlős- (Zewles- stb.) előtag az 1263 után betelepített hospesek meghonosította szőlőművelés domináns gazdasági ággá válására utal.

## Története
A korai Árpád-korban - a későbbi Szőlősardó területén is - vasművesek telepe lehetett; erre utalnak a Perkupa felé eső, Láz- névtagú dűlőnevek (Kis-László, Nagy-László). Ez idő tájt a Rét-patak neve még Lázó-patak volt, a völgyé pedig Henc-völgy. A vasolvasztáshoz szükséges faszenet szénégetők állították elő; a kiirtott erdők helyét pedig felszántották.
A vasérc elfogytával vált meghatározó gazdasági ággá az erdőgazdálkodás. Az erdőóvók túlélték a tatárjárással járó pusztítást – egyértelműen utal erre, hogy 1249-ben (mint birtokszomszédok) részt vettek annak a Szalonna–Martonyi környéki birtokrésznek a határjárásán, amit Tekus ispán vásárolt meg az Örsúr nemzetségbéli tulajdonosaitól.
A hospeseknek nevezett, szőlőműveléssel foglalkozó telepeseket valószínűleg 1263 után kezdték betelepíteni, hogy a közelben termelt borral lássák el a görgői udvarházat és Szádvárt. Ezek a (valószínűleg német ajkú) telepesek különböző kiváltságokat, szabadságjogokat kaptak; közvetlenül a király alá tartoztak. A betelepülők valószínűleg magukkal hozták az általuk kedvelt, illetve megszokott szőlőfajtákat is; ezzel vetve meg a szőlősardói fehérborok jó hírének alapját.
A szőlősardói szőlőhegyek egy része a 15. században vagy a 16. század elején adományozással, illetve végrendeletek eredményeként a gombaszögi pálosok tulajdonába került. 1386–1389 táján Ardó a Bebek család kezére jutott, és évszázadokig a szádvári uradalom része lett.
1427-ben 50 összeírt jobbágyportával a vármegye Torna után második legnépesebb, de az is lehet, hogy legnépesebb települése volt; számítások szerint népessége ekkor 600–1000 fő között lehetett. Fejlődését elősegítette, hogy jelentős közlekedési csomópont volt Henc-völgyben vezető kelet–nyugati és a Szádvárt a Telekes-völgyön át a távolabbi déllel összekötő észak–déli útvonal kereszteződésében.
A városiasodás kezdeteire utal, hogy a 15. század végén császári felhatalmazású közjegyző, továbbá legalább két deák és egy szabómester is lakott a faluban. Az ország három részre szakadása után azonban eljelentéktelenedett: 1548-1549 körül már csak 12 jobbágyportája és 5 pusztatelke volt; emellett 13 zsellér, egy servitor (urasági szolgálatvállaló) és egy bíró lakta.
A lakosság 1560 körül vette fel a református hitet; a reformátusok a gótikus stílusú, korábban katolikus templomot vették használatba – ma is ez a falu egyetlen temploma.
1567-ben kihalt a Bebek család; birtokai a király tulajdonába kerültek. A 17. században a király a falut egyéb birtokokkal egyetemben a Barakonyi családnak adományozta. Az 1660. évi nemesi összeírás szerint a faluban egyetlen nemes sem lakott.
A 18. században a szádvári uradalmat birtokló Csáky család kezén találjuk a falut, akik egészen a 19. század végéig megtartották azt.
Az 1890-es évekre a filoxérajárvány itt is óriási pusztítást okozott. A határban addig termesztett magyar mézesfehér szőlőfajta szinte nyomtalanul eltűnt, a lakosság zöme elszegényedett, sokan Amerikába vándoroltak ki.
Az 1930-as években a településnek körjegyzői- és postahivatala volt, református alsófokú elemi iskolája, olvasóköre és népdalköre. A második világháborút követő közigazgatási összevonások miatt tanácsi központ lett Teresztenye társközséggel, melyhez 1965-ben Égerszög is csatlakozott. Végül 1979-1990 között Perkupa társközsége volt, a rendszerváltozás óta önálló, de körjegyzősége közös azóta is Égerszöggel.

## Közélete

### Polgármesterei
- 1990–1994: Veres Károly (FKgP)[3]
- 1994–1998: Veres Károly (független)[4]
- 1998–2002: Vidó-Ritó László (független)[5]
- 2002–2004: Vidó-Ritó László (független)[6]
- 2004–2006: Tóth János (független)[7]
- 2006–2010: Tóth János (független)[8]
- 2010–2014: Holló István (független)[9]
- 2014–2019: Holló István (független)[10]
- 2019–2021: Holló István (független)[11]
- 2022–2024: Ritó László (független)[12]
- 2024– : Ritó László (független)[1]

A településen 2004. augusztus 29-én időközi polgármester-választást tartottak, az előző polgármester halála miatt.
2022. július 3-án ismét időközi polgármester-választást kellett tartani a faluban, ezúttal is azért, mert az előző faluvezető 2020. december 19-én váratlanul elhunyt. A két dátum közt eltelt, szokatlanul nagy időtávot a koronavírus-járvány miatt elrendelt korlátozások indokolták, mivel a járványhelyzet ideje alatt Magyarországon nem lehetett új választást kitűzni.

## Népesség
A település népességének változása:
| Lakosok száma | 115  | 120  | 108  | 92   | 93   | 107  | 101  |
|               | 2013 | 2014 | 2015 | 2021 | 2022 | 2023 | 2024 |

A 2001-es népszámlálás adatai szerint a településnek csak magyar lakossága volt.
A 2011-es népszámlálás során a lakosok 93,3%-a magyarnak, 1% szlováknak mondta magát (6,7% nem nyilatkozott; a kettős identitások miatt a végösszeg nagyobb lehet 100%-nál). A vallási megoszlás a következő volt: római katolikus 6,7%, református 84,6%, görögkatolikus 1%, felekezeten kívüli 1% (6,7% nem válaszolt).
2022-ben a lakosság 92,5%-a vallotta magát magyarnak, 3,2% egyéb, nem hazai nemzetiségűnek (7,5% nem nyilatkozott; a kettős identitások miatt a végösszeg nagyobb lehet 100%-nál). Vallásuk szerint 15,1% volt római katolikus, 54,8% református, 1,1% görög katolikus, 1,1% egyéb felekezeti, 1,1% felekezeten kívüli (26,9% nem válaszolt).

## Nevezetességei
- Kőfallal övezett, fagalériás tornyú református templom, feltehetően 14-15. századi alapokon, 1726-ban jelentősen átépítve. Egyszínűre festett deszkamennyezete 1869-1870-ben készült. Myskovszky Viktor rajzon is megörökítette eredeti jellegét a 19. század végén, de azt a későbbi átalakítások során elvesztette. Jelenlegi formáját 1948-ban és 1964-1968 között kapta. Szentélyének félköríves záródását megtartotta.
- Népi lakóházak, gazdasági épületek, csűrök, melyek a kertben keresztben helyezkednek el, lezárva azt.
- A falu népi építészetében azok az épületek a meghatározóak, melyeket a perkupai kőművesek készítettek.
- Műemlékileg védett fejfás református temető. A helyi mesterek faragta fejfák jelrendszere sajátos: megkülönböztethetők a kontyosak nők, a hátracsapott tetejűek férfiak és a koronás fejfák leányok sírhalmain állnak.